# Taifa Arcos

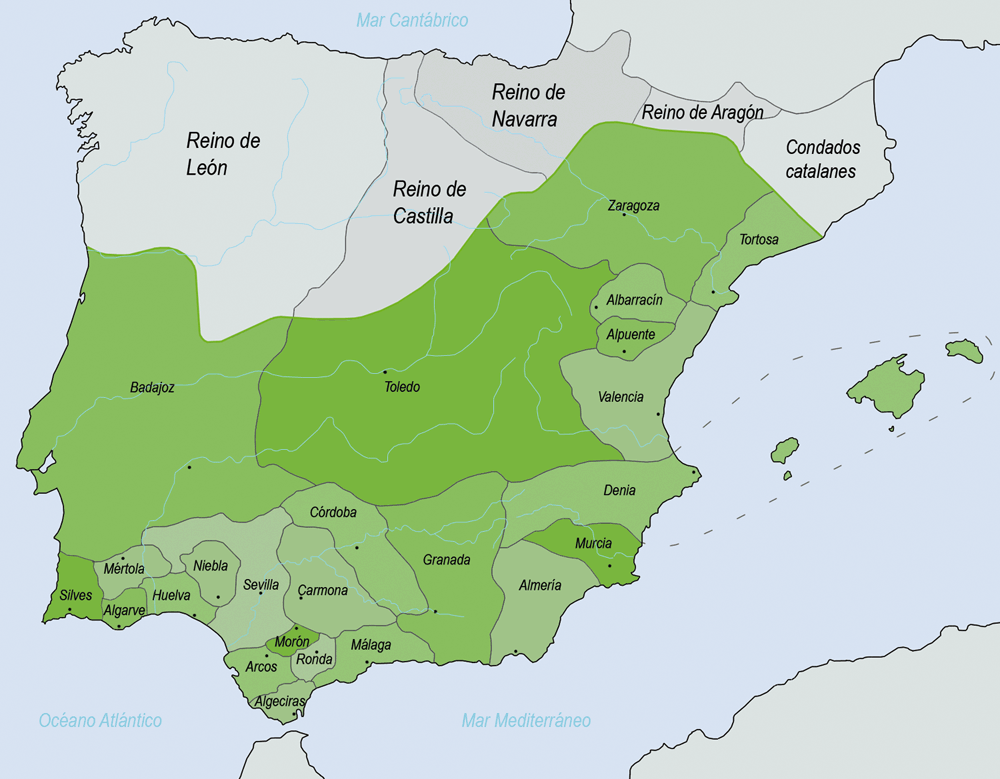
Ligging t.o.v. andere taifa's

De taifa Arcos was een emiraat (taifa) in de regio Andalusië in het zuiden van Spanje. De stad Arcos de la Frontera (Arcos) was de hoofdplaats van de taifa. De taifa werd in 1011 gesticht door de Berberfamilie Banu Jizrun of Khizrun van de Zenata stam.
De taifa kende twee periodes, van 1011 tot 1068 en van 1143 tot 1145. In de tweede periode was het afhankelijk van de taifa Granada.

## Lijst van emirs
Banu Jizrun
- Mohammed I al-Jazari Imad ad-Dawla: 1011/2–1029/30
- Abdun ibn Mohammed: 1029/30–1053
- Mohammed II al-Qaim: 1053–1068/9
- Aan taifa Sevilla: 1068/9–1091
- Aan Almoraviden uit Marokko: 1101–1143

Banu Idris
- Abu al-Qasim Ahyal ibn Idris (tevens emir taifa Jerez): 1143–1145
- Aan Almohaden uit Marokko: 1145–1248